# Demokratyczna Kampucza
Demokratyczna Kampucza (khm. កម្ពុជាប្រជាធិបតេយ្យ) – państwo kambodżańskie w okresie rządów Czerwonych Khmerów, w latach 1975–1979.
Demokratyczna Kampucza powstała w wyniku zdobycia przez Czerwonych Khmerów stolicy Phnom Penh. Czerwoni Khmerzy w okresie swoich rządów mogli przyczynić się do śmierci od 10% do nawet 25% ludności kraju. Okres ich rządów był najbardziej krwawym okresem w dziejach Kambodży. Obalenie rządów Czerwonych Khmerów nastąpiło poprzez zdobycie Phnom Penh przez Wietnamczyków 7 stycznia 1979 roku. Przeciwnicy Czerwonych Khmerów z pomocą Wietnamu powołali nowe państwo, Ludową Republikę Kampuczy.

## Geneza

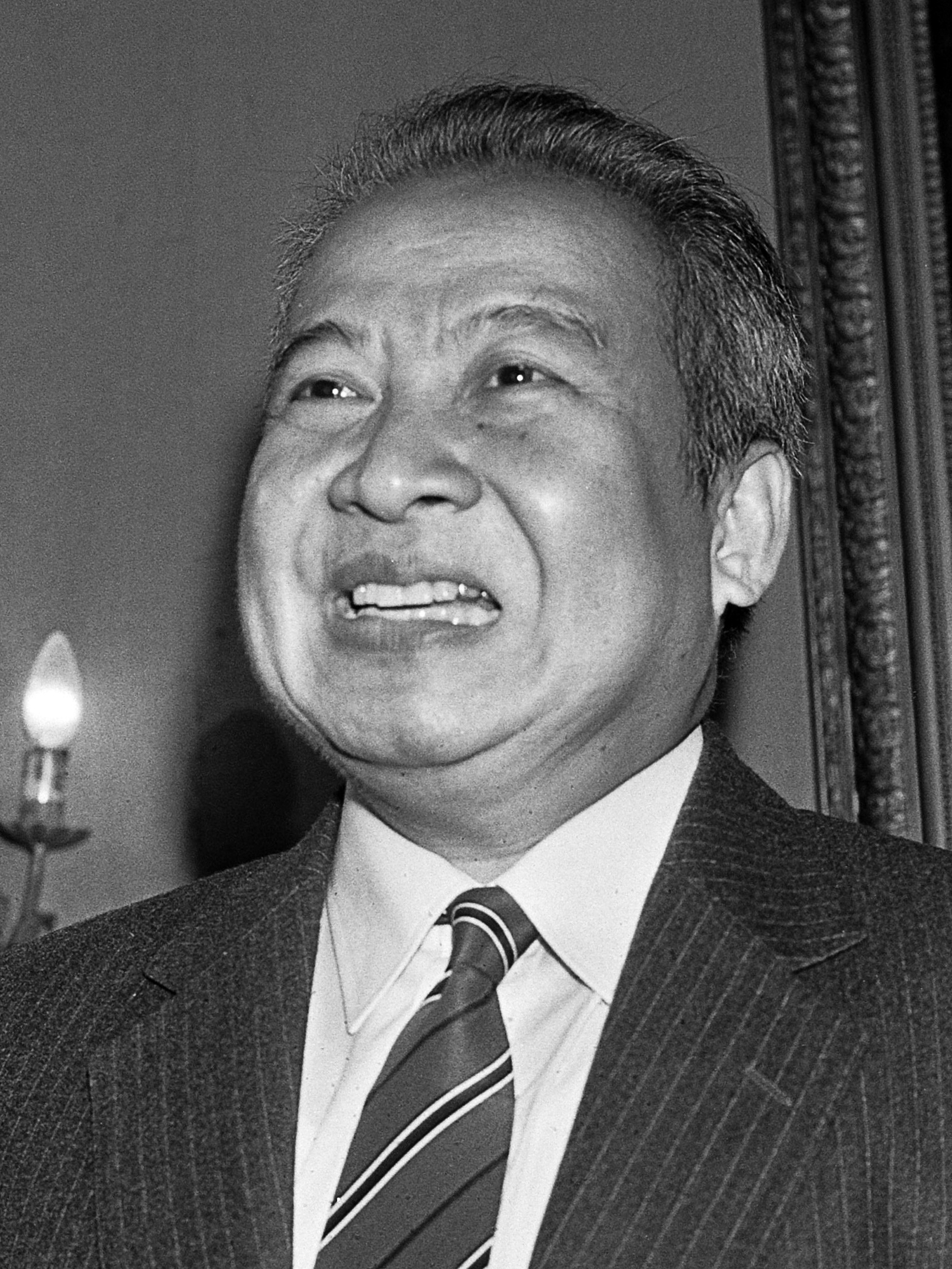
Król Norodom Sihanouk, formalny władca Demokratycznej Kampuczy na początku jej istnienia

Czerwoni Khmerzy byli radykalną frakcją komunistyczną działającą w Kambodży. Czerwoni Khmerzy dowodzeni przez Pol Pota przyjęli również radykalnie nacjonalistyczne i szowinistyczne poglądy. W latach 60. przejęli oni kierownictwo w słabym wówczas ruchu komunistycznym Kambodży. Działania zbrojne przeciwko rządowi rozpoczęli w styczniu 1968 roku. Organami zbrojnymi formacji była Rewolucyjna Armia Kampuczy, a przyczyną antyrządowej rebelii było brutalne stłumienie powstania chłopskiego z 1967 roku, które przyczyniło się do popularyzacji ruchu. Gdy 18 marca 1970 roku król Norodom Sihanouk został obalony w wyniku puczu, osobiście poparł Czerwonych Khmerów i zawarł z nimi sojusz. W 1975 roku Czerwoni Khmerzy przejęli władzę w kraju, a król do 1976 roku formalnie pozostawał głową państwa.

## Polityka terroru
Po przejęciu władzy Czerwoni Khmerzy przystąpili do realizacji swoich koncepcji. Zamknięto szkoły, szpitale i fabryki, zlikwidowano banki i pieniądz, zdelegalizowano religię, zlikwidowano własność prywatną, zaś ludność miast wyrzucono siłą na tereny wiejskie do tzw. kolektywnych gospodarstw rolnych, które były de facto obozami pracy przymusowej. Polityka ta, znana jako „Rok Zerowy”, doprowadziła do śmierci ogromnej liczby osób, zarówno wskutek zagłodzenia, jak i przepracowania i egzekucji. Czerwoni Khmerzy systematycznie mordowali wszystkie osoby, które miały jakiekolwiek powiązanie z poprzednim reżimem, a także fachowców i intelektualistów. Ofiarą padła mniejszość wietnamska. Najniższe szacunki mówią o 10% strat, ale częściej przyjmuje się, że liczba zamordowanych i zmarłych z głodu i chorób osób sięgnęła 20-25% całej populacji. Informacje o zbrodniach były przekazywane na Zachód głównie przez uciekinierów z obozów pracy. Dokładna liczba ofiar jest ciągle przedmiotem sporów. Osadzona przez Wietnamczyków władza mówiła o 3,3 mln zabitych, ale jest to mało prawdopodobny szacunek. CIA szacuje liczbę zabitych w egzekucjach na 50-100 tys., ale jest to niewielka część wszystkich ofiar. Amerykański Departament Stanu, Amnesty International i Yale Cambodian Genocide Project mówią odpowiednio o 1,2, 1,4 i 1,7 mln ofiar. R. J. Rummel podaje liczbę 2 mln. Średnią z przeprowadzonych szacunków jest liczba 1,5 mln zmarłych spośród 7 mln obywateli tego kraju przed 1975 rokiem. Badacz problematyki kambodżańskiej Adam W. Jelonek podsumowuje problem strat demograficznych następująco: „całkowita śmiertelność w tym okresie szacowana powinna być na 1 252 000, z których 511 tysięcy stanowi wynik naturalnej śmiertelności biologicznej [...]. Oznacza to około 740 tysięcy osób, których śmierć spowodowana została bezpośrednimi bądź pośrednimi efektami polityki Demokratycznej Kampuczy”.

## Polityka zagraniczna
Czerwoni Khmerowie przyjęli politykę izolacji. Jedyne bliższe kontakty utrzymywano z Chinami i KRLD, w węższy sposób z innymi 10 państwami (np. w 1978 roku oficjalną wizytę w Kampuczy złożył prezydent Rumunii Nicolae Ceaușescu). Do celów handlowych wykorzystano też założone w Hongkongu przedsiębiorstwo Ren Fung Co. Wrogiem był Związek Radziecki, jako zdrajca swojej ideologii, szybko pogarszały się stosunki ze zjednoczonym Wietnamem. Jedynie kontakty z Tajlandią były w miarę poprawne, prowadzono z nią przygraniczny handel.

## Konflikt z Wietnamem

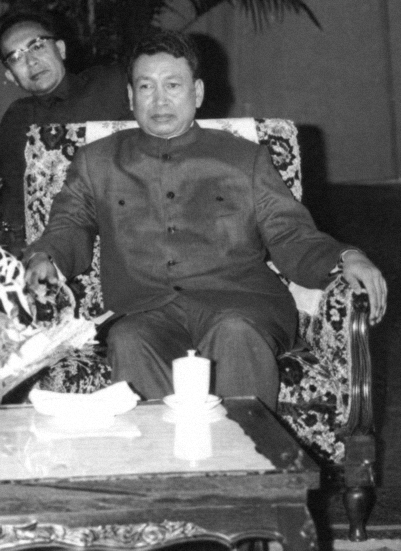
Pol Pot, przywódca Demokratycznej Kampuczy

Do pierwszego incydentu na dużą skalę między Wietnamem a Kampuczą doszło 1 maja 1975, gdy siły zbrojne Kampuczy najechały wietnamską wyspę Phú Quốc. Zdaniem zwolenników Pol Pota wyspa była częścią terytorium Kambodży. Dziewięć dni później armia Kampuczy wtargnęła na wysepkę Thổ Chu w Zatoce Syjamskiej. Agresji towarzyszyła masakra około 500 tamtejszych mieszkańców. Wietnamczycy odpowiedzieli na atak kontrofensywą, w wyniku której siły Demokratycznej Kampuczy zostały wygnane ze spornych wysepek, a Wietnamczycy karnie zajęli kampuczańskie wyspy Koh Poulo Wai. W ciągu 1976 roku choć oficjalnie oba rządy mówiły o poprawie wzajemnych relacji, to w praktyce wrogość między nimi stale wzrastała. 30 kwietnia armia Czerwonych Khmerów przekroczyła granicę z Wietnamem i zaatakowała prowincję An Giang i Châu Đốc. W trakcie ataku Czerwoni Khmerzy dokonali zabójstw setek cywilów wietnamskich. Siły Wietnamu odpowiedziały na atak formując osiem dywizji (szacunkowo 60 tysięcy żołnierzy) i rozpoczęły odwetowy atak przeciwko Kampuczy. 16 grudnia oddziały piechoty wsparte przez siły powietrzne dokonały bezpośredniego ataku na obszar Kampuczy. Kampuczanie w starciu z wojskiem wietnamskim ponieśli dotkliwe straty. Pod koniec grudnia Wietnam odniósł nad Kampuczą liczne zwycięstwa. 6 stycznia 1978 roku wojska wietnamskie znalazły się już tylko 38 kilometrów od stolicy Phnom Penh jednak rząd Wietnamu nie zdecydował się na ostateczne uderzenie przeciwko reżimowi Pol Pota, tylko na wycofanie sił w stronę Wietnamu, połączone z ewakuacją tysięcy kampuczańskich uchodźców cywilnych i uwolnionych więźniów reżimu. Wśród tej grupy uchodźców znalazł się Hun Sen, który po obaleniu reżimu Czerwonych Khmerów stanął na czele nowego rządu Kambodży.
27 stycznia Wietnam rozpoczął rozmowy z przygranicznymi oddziałami kampuczańskimi w celu przekonania ich do buntu przeciwko reżimowi. Wietnam w tym samym czasie skontaktował się z So Phim będącym liderem wojskowej frakcji Czerwonych Khmerów we Wschodniej Strefie Wojskowej Kambodży. So Phim planował powstanie przeciwko reżimowi, co poparł Wietnam. Strefa Wschodnia Wojska, ze względu na celowe (jak się później okazało) uchylanie się od akcji przeciw Wietnamowi, budziła coraz większy niepokój w rządzie, na skutek czego sam Pol Pot określił tę strefę jako gniazdo zdrajców. Pol Pot uprzedził ruch So Phima: po tym jak odkrył, że wszedł on w alians z Wietnamczykami, wysłał pozostałe jednostki wojskowe na obszar Strefy Wschodniej w celu eliminacji zdrajców. Na skutek interwencji rządu strefa została rozbita, a So Phim popełnił samobójstwo. Do Wietnamu udało się uciec zastępcy Phima, Hengowi Samrinowi; kontynuował on tam działalność przeciw reżimowi.
W czerwcu 1978 roku siły lotnicze Wietnamu rozpoczęły masowe bombardowanie Kampuczy wykonując dziennie około 30 lotów. Loty przyczyniły się do gigantycznych strat Kampuczy. Do tego czasu większość rozbitej Strefy Wschodniej Wojska uciekła do Wietnamu, gdzie w tajnych obozach wojska wietnamskiego przechodzili szkolenie. Pod koniec czerwca wojska wietnamskie przeprowadziły ograniczoną akcje wojskową przeciwko Czerwonym Khmerom. Wietnamczycy zajęli miasta Prey Veng i Suong, ale gdy się wycofali, armia Kampuczy zajęła ponownie opuszczone terytoria i podjęła, jak wcześniej, ataki artyleryjskie i napaści na tereny przygraniczne. W drugiej połowie 1978 roku obie strony przygotowywały się do walk i magazynowały zaopatrzenie, przysyłane z ZSRR Wietnamowi, a z ChRL - Kampuczy. W grudniu Wietnam ogłosił utworzenie Zjednoczonego Frontu Ocalenia Narodowego Kambodży. Według Hanoi Zjednoczony Front Ocalenia Narodowego był niezależnym ruchem komunistycznym Kambodży wywodzącym się z różnych środowisk. Na czele ruchu stanął Hen Samrin będący byłym dowódcą 4. dywizji Kampuczy. Jeszcze przed utworzeniem Frontu wspierani przez Hanoi opozycjoniści kambodżańscy przekraczali granicę w celu poszerzania bazy wsparcia dla ruchu przeciwników reżimu.

### Ostateczne uderzenie w rząd Pol Pota
21 grudnia 1978 roku pierwsze oddziały wietnamskie przekroczyły granicę Kambodży. Dwa oddziały zostały skierowane w kierunku miasta Krâchéh, a reszta odcięła drogę logistyczną oddziałów kampuczańskich wzdłuż granicy. Wojsko Kampuczy ponosiło ciężkie straty i nie było w stanie oprzeć się ofensywie. 25 grudnia rozpoczęła się inwazja na pełną skalę. Udział w akcji wzięło 13 dywizji, a więc 150 tysięcy żołnierzy dobrze wspartych przez ciężką artylerię i siły lotnicze. Przywództwo Czerwonych Khmerów podjęło decyzję o ewakuacji na zachód kraju. 7 stycznia 1979 roku armia wietnamska i siły opozycji kambodżańskiej wkroczyły do Phnom Penh, a następnego dnia w miejsce Demokratycznej Kampuczy powołano nowe państwo, Ludową Republikę Kampuczy z Heng Samrinem jako głową państwa i Pen Sovanem jako sekretarzem generalnym rządzącej Kampuczańskiej Partii Ludowo-Rewolucyjnej.

## Próby odtworzenia Demokratycznej Kampuczy
Przywództwo Czerwonych Khmerów zostało rozbite przez siły interwencyjne, a wiele politycznych i wojskowych struktur ruchu zostało zmuszonych do schronienia się w Tajlandii, gdzie zostały one ciepło przyjęte przez tamtejszy rząd. Rząd tajski pomimo przytłaczających informacji o zbrodniach Czerwonych Khmerów zapewnił im ochronę i utworzył przeznaczoną dla nich bazę Khao Larn w prowincji Trat. W styczniu 1979 roku przedstawiciele Demokratycznej Kampuczy wezwali do nadzwyczajnego spotkania Rady Bezpieczeństwa ONZ na którym król Norodom Sihanouk miał przedstawić sprawę obalenia reżimu. Chociaż Sihanouk dystansował się od łamania praw człowieka przez Czerwonych Khmerów to oskarżył Wietnam o agresję i naruszenie suwerenności Kampuczy. Sihanouk wezwał też wszystkie kraje ONZ do zawieszenia pomocy Wietnamowi i nieuznawania nowego rządu Kambodży. Siedmioro niezaangażowanych członków Rady Bezpieczeństwa ONZ przedstawiło projekt rezolucji wzywającej do zawieszenia broni i wycofania wszystkich sił zagranicznych z Kambodży. Pomysł ten został zatwierdzony przez Chiny, Francję, Norwegię, Portugalię, Stany Zjednoczone i Wielką Brytanię, jednak nie został uchwalony z powodu sprzeciwu ZSRR i Czechosłowacji.
Na 34. sesji Zgromadzenia Ogólnego ONZ zarówno przedstawiciele Demokratycznej Kampuczy jak i Ludowej Republiki Kampuczy rościli sobie prawo do reprezentowania Kambodży. Obie strony poinformowały członków Rady Bezpieczeństwa o tym że są prawowitymi przedstawicielami Kambodży i jej społeczeństwa. Komisja ONZ uznała głosami sześciu do trzech Demokratyczną Kampuczę choć ogrom terroru Czerwonych Khmerów był już ujawniony. Przez to głosowanie przedstawiciele Czerwonych Khmerów mogli oficjalnie zasiąść w Zgromadzeniu Ogólnym. W styczniu 1980 roku, tylko 29 państw nawiązało stosunki dyplomatyczne z Ludową Republiką Kampuczy, podczas gdy prawie 80 państw nadal uznawało obalony rząd Demokratycznej Kampuczy. Także mocarstwa zachodnie i kraje członkowskie proamerykańskiego sojuszu ASEAN zdecydowanie potępiły usunięcie reżimu Czerwonych Khmerów. Popierająca Czerwonych Khmerów Tajlandia zażądała od Wietnamu opuszczenia Kambodży. Stanowisko Tajlandii zostało poparte przez rządy Indonezji, Malezji, Filipin i Singapuru. ASEAN widział w interwencji wietnamskiej zagrożenie dla bezpieczeństwa i stabilności w regionie. Pogląd ten był popierany przez Chiny i USA które deklarowały silne poparcie dla członkostwa Demokratycznej Kampuczy w Zgromadzeniu Ogólnym ONZ, USA też poparło stanowisko ASEAN wzywające do natychmiastowego wycofania się wojsk wietnamskich z Kambodży.
Poza działaniami dyplomatycznymi członkowie ruchu Czerwonych Khmerów do końca lat 90. toczyli walki partyzanckie z nowym rządem Kambodży. W maju 1982 roku Czerwoni Khmerowie i przedstawiciele prawicowej i monarchistycznej opozycji utworzyli rząd koalicyjny opozycyjny względem Kampuczańskiej Republiki Ludowej - Koalicyjny Rząd Demokratycznej Kampuczy. Prezydentem w ramach tego rządu został król Norodom Sihanouk. Jeszcze w 1987 roku Demokratyczna Kampucza miała miejsce w Zgromadzeniu Ogólnym ONZ pomimo tego że kontrolowała jedynie malutki skrawek terenów Kambodży.